# アヴェイロ県
アヴェイロ県（アヴェイロけん、Aveiro District (ポルトガル語: Distrito de Aveiro, 発音 [ɐˈvɐjɾu] ( 音声ファイル))）は、ポルトガルの県の一つ。県都は、アヴェイロ。北をポルト県、東はヴィゼウ県、南はコインブラ県と接する。西は、大西洋に面している。
アヴェイロ県は、以下の19の地方自治体が所属する（アルファベット順）。
- アゲーダpt:Águeda
- アルベルガリア＝ア＝ヴェーリャpt:Albergaria-a-Velha
- アナディアAnadia
- アロウカpt:Arouca
- アヴェイロ（県都）
- カステロ・デ・パイヴァpt:Castelo de Paiva
- エスピニョEspinho
- エスタレージャpt:Estarreja
- イリャヴォpt:Ílhavo
- メアリャーダpt:Mealhada
- ムルトーザpt:Murtosa
- オリヴェイラ・デ・アゼメイスpt:Oliveira de Azeméis
- オリヴェイラ・ド・バイロpt:Oliveira do Bairro
- オヴァールpt:Ovar
- サンタ・マリア・ダ・フェイラpt:Santa Maria da Feira
- サン・ジョアン・ダ・マデイラpt:São João da Madeira
- セヴェール・ド・ヴォウガpt:Sever do Vouga
- ヴァゴスpt:Vagos
- ヴァレ・デ・カンブラpt:Vale de Cambra